# Jordi I de Hessen-Darmstadt
Jordi I de Hessen-Darmstadt (en alemany Georg I von Hessen-Darmstadt) va néixer a Kassel (Alemanya) el 10 de setembre de 1547 i va morir a Darmstadt el 7 de febrer de 1596. Era una noble alemany de la casa de Hessen, fill de Felip I de Hessen
(1504-1567) i de Cristina de Saxònia (1505-1549).
Després de la mort del seu pare, el 1567, els dominis històrics de Hessen es van dividir entre els quatre fills: Lluís va rebre Hessen-Marburg, a Felip li va correspondre Hessen-Rheinfels, Guillem es quedà Hessen-Kassel, i Jordi obtingué el landgraviat de Hessen-Darmstadt, essent així el fundador d'aquesta branca de la casa de Hessen.

## Matrimoni i fills
El 17 d'agost de 1572 es va casar amb Magdalena de Lippe (1552-1587), filla del comte Bernat VIII de Lippe-Detmold (1527-1563) i de Caterina de Waldeck-Eisenberg (1524-1583). El matrimoni va tenir deu fills:
- Felip Guillem (1576–1576)
- Lluís (1577–1626), futur Lluís V de Hessen-Darmastadt. Casat amb Magdalena de Brandenburg.
- Cristina (1578–1596)
- Elisabet (1579–1655)
- Maria Hedwig (1580–1582)
- Felip (1581–1643)
- Anna (1583–1631)
- Frederic (1585–1638)
- Magdalena (1586–1586)
- Joan (1587–1587)

Havent enviudat, el 25 de maig de 1589 Jordi I es tornà a casar amb Elionor de Württemberg (1552-1618), filla del duc Cristòfol de Württemberg (1515-1568) i d'Anna Maria de Brandenburg-Ansbach (1526-1589). D'aquest segon matrimoni en nasqué:
- Enric (1590-1601)